# Astreopora gracilis
Espèce
Statut de conservation UICN

 LC  : Préoccupation mineure
Statut CITES
Astreopora gracilis est une espèce de coraux appartenant à la famille des Acroporidae.